# Dennis Hauger
Dennis Hauger (Oslo, 17 maart 2003) is een Noors autocoureur. In 2019 werd hij kampioen in het Italiaans Formule 4-kampioenschap en in 2021 in het FIA Formule 3-kampioenschap. Tussen 2018 en 2023 maakte hij deel uit van het Red Bull Junior Team.

## Carrière
Hauger begon zijn autosportcarrière in het karting op vijfjarige leeftijd en won zijn eerste race toen hij acht jaar was. In 2014 werd hij kampioen in de Mini-categorie van de ROK en won het daaropvolgende jaar in dezelfde categorie in de Vega Winter Trophy, het Italiaanse kartkampioenschap en de WSK Champions Cup en Super Masters. In 2016 werd hij de jongste coureur die kampioen werd in het Duitse kartkampioenschap voor junioren en in 2017 was hij tevens de jongste coureur die hier kampioen werd voor senioren.
In 2018 maakte Hauger de overstap naar het formuleracing, waarin hij zijn Formule 4-debuut maakte in het Brits Formule 4-kampioenschap bij het TRS Arden Junior Racing Team. Daarnaast werd hij opgenomen in het Red Bull Junior Team, het opleidingsprogramma van het Formule 1-team van Red Bull Racing. Hij behaalde vier overwinningen op het Oulton Park Circuit, het Croft Circuit (tweemaal) en het Snetterton Motor Racing Circuit en werd met 329 punten vierde in het klassement. Daarnaast behaalde hij acht zeges in het juniorkampioenschap, maar hierin werd hij tweede achter Jack Doohan.
In 2019 bleef Hauger actief in de Formule 4, maar ditmaal in zowel het ADAC en het Italiaans Formule 4-kampioenschap bij Van Amersfoort Racing. In het ADAC-kampioenschap won hij zes races op de Red Bull Ring, de Hockenheimring Baden-Württemberg (viermaal) en de Sachsenring, waarmee hij met 251 punten tweede werd met slechts zeven punten achterstand op Théo Pourchaire. In het Italiaanse kampioenschap won hij twaalf races, waaronder alle drie de races tijdens de seizoensfinale op het Autodromo Nazionale Monza. Met 369 punten werd hij overtuigend kampioen in de klasse. Tevens maakte hij tegen het eind van het jaar zijn Formule 3-debuut in de Euroformula Open bij het Team Motopark op Silverstone als eenmalige vervanger van Liam Lawson. In deze races eindigde hij als zesde en vijfde, wat hem achttien punten opleverde.
In 2020 maakte Hauger de overstap naar het FIA Formule 3-kampioenschap, waarin hij uitkwam voor het team Hitech Grand Prix. Hij kende een rustig debuutseizoen, met het raceweekend op de Hungaroring als enige uitschieter. Dat weekend werd hij achtste in de eerste race, terwijl hij in de tweede race een podiumplaats behaalde. Met 14 punten werd hij zeventiende in het kampioenschap.
In 2021 bleef Hauger actief in de FIA Formule 3, maar stapte hij over naar het team Prema Racing. Hij behaalde vier zeges op het Circuit de Barcelona-Catalunya, de Red Bull Ring, de Hungaroring en het Circuit Zandvoort en stond in vijf andere races op het podium. Met 205 punten werd hij tijdens het laatste raceweekend op het Sochi Autodrom gekroond tot kampioen in de klasse.
In 2022 debuteerde Hauger in de Formule 2 bij Prema. Hij behaalde zijn eerste podiumplaats op het Autodromo Internazionale Enzo e Dino Ferrari en won twee races op het Circuit de Monaco en het Baku City Circuit. In de rest van het seizoen stond hij op Zandvoort nog op het podium. Met 115 punten werd hij tiende in de eindstand.
In 2023 stapte Hauger binnen de Formule 2 over naar het team MP Motorsport. In de seizoensopener op het Bahrain International Circuit stond hij op het podium, voordat hij een race op het Albert Park Street Circuit won. Op de Hungaroring voegde hij hier een tweede zege aan toe. In de rest van het seizoen stond hij enkel op het Circuit de Spa-Francorchamps nog op het podium. Met 113 punten verbeterde hij zichzelf naar de achtste plaats in het kampioenschap.
In 2024 bleef Hauger bij MP in de Formule 2. Hij verliet wel het Red Bull Junior Team. Hij won de eerste race op het Jeddah Corniche Circuit en stond in de tweede race eveneens op het podium. Daarna behaalde hij nog podiumfinishes op Albert Park, Monaco en Spa-Francorchamps. Hij miste de laatste twee raceweekenden, waarin hij werd vervangen door Richard Verschoor. Met 85,5 punten werd hij elfde in de eindstand.
In 2025 stapt Hauger over naar de Amerikaanse racerij en gaat hij bij Andretti Global in de Indy NXT rijden.